# Million Dollar Bridge
Million Dollar Bridge (także: Miles Glacier Bridge) – most drogowy w amerykańskim stanie Alaska, około 50 km na wschód od miejscowości Cordova, nad Rzeką Miedzianą. Stanowi część drogi Copper River Highway. Został zbudowany w latach 1909–1910 jako most kolejowy na linii Copper River and Northwestern Railway. W 1958 roku opuszczony z powodu zamknięcia dwadzieścia lat wcześniej linii kolejowej obiekt został przystosowany do ruchu drogowego, natomiast w 1964 roku uległ poważnemu uszkodzeniu w wyniku trzęsienia ziemi na Alasce. W latach 2004–2005 most poddano pracom naprawczym.

## Historia

### Geneza
Mające ogromną wartość finansową złoża wysokojakościowej miedzi w Górach Wrangla zainspirowały na początku XX wieku różnych inwestorów, w tym rodzinę Guggenheimów i Johna Pierponta Morgana do zbudowania linii kolejowej, łączącej niezamarzający port w Cordovie z kopalnią miedzi w Kennicott. W 1906 roku zatrudnieni przez Guggenheimów i Morgana planiści zalecili cztery możliwe trasy, w tym dwie prowadzące z Valdez do Rzeki Miedzianej przez 600-metrowe przełęcze, lecz inwestorzy wybrali trasę z Cordovy biegnącą wzdłuż Rzeki Miedzianej w kierunku północnym do Chitiny, a następnie przez 100 km do Kennicott. Największy problem wybranej trasy stanowiły położone na niej lodowce Miles i Childs.
Erastus Corning Hawkins, inżynier odpowiedzialny za projekt kolejowy i Michael James Heney, wykonawca robót budowlanych woleli poprowadzić projektowaną linię kolejową wzdłuż Rzeki Miedzianej, jednak to rozwiązanie wykluczało położenie lodowców Miles i Childs, rozciągających się na znacznym odcinku obu brzegów rzeki. Nie zważając na krytyczne opinie innych inżynierów twierdzących, że problem jest nie do pokonania, Hawkins zaprojektował stalowy most przecinający rzekę na jej zakolu położonym między dwoma lodowcami.

### Budowa i dalsze losy

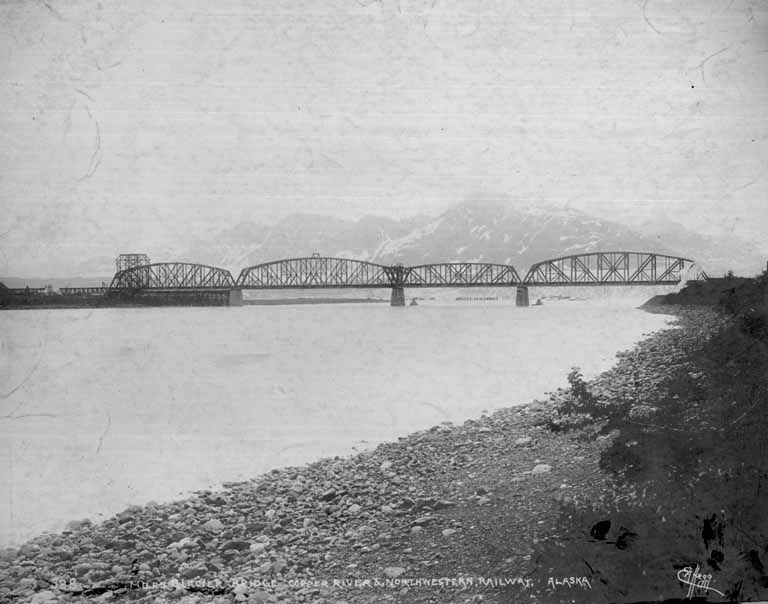
Most około 1910 roku

Budowę mostu rozpoczęto w kwietniu 1909 roku. Prace budowlane toczyły się szybko, jako że ówczesne amerykańskie prawo dawało inwestorom kolejowym cztery lata na ukończenie wyznaczonej trasy – po upływie tego okresu musieli oni uiszczać podatek wynoszący 100 dolarów za każdą milę operacyjną na rok. Wykonujący je robotnicy musieli zmagać się z prądami rzecznymi, wodami powodziowymi oraz górami lodowymi, odrywającymi się latem od lodowca Miles i wpadającymi do rzeki. Dodatkowym utrudnieniem był wiatr i zimno. W trakcie prac przewozy kolejowe w okresie letnim odbywały się przy pomocy promu o napędzie parowym, a w okresie zimowym dzięki szynom układanym na skutej lodem rzece. Posiadający jeden tor kolejowy obiekt oddano do użytku w środku lata 1910 roku. Koszty budowy wyniosły 1,4 miliona dolarów, przez co most zyskał przydomek Million Dollar Bridge (pol. „Most miliona dolarów”).
W sierpniu 1910 roku dwóch glacjologów z National Geographic Society badało nagłe postępy lodowców Miles i Childs. Północny płat położonego na zachodnim brzegu Rzeki Miedzianej lodowca Childs zaczął przesuwać się w kierunku mostu już w czerwcu 1910 roku, a do sierpnia tego roku tempo przesuwania wynosiło około 2,5 metra dziennie. 17 sierpnia mające prawie 60 metrów szerokości czoło lodowca znalazło się zaledwie około 500 metrów od Million Dollar Bridge. Ostatecznie lodowiec Childs nie przysunął się do mostu na tyle, by go zniszczyć, jednak w czerwcu 1911 roku zbliżył się na odległość około 450 metrów. Od tamtej pory oba lodowce cofnęły się i już nigdy nie zbliżyły się do obiektu.

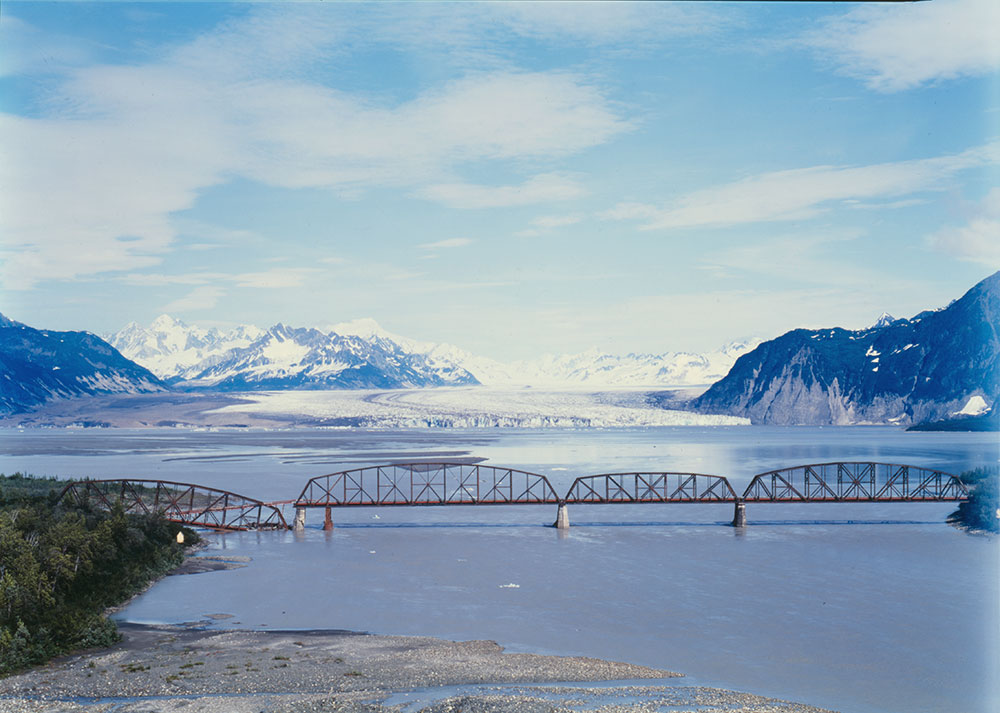
Uszkodzony most w 1984 roku

Million Dollar Bridge służył kolei do 1938 roku, kiedy to ze względu na niskie ceny miedzi linia Copper River and Northwestern Railway została zamknięta. Dwadzieścia lat później obiekt został przekształcony w jednopasmowy most drogowy, będący częścią drogi Copper River Highway, która miała połączyć Cordovę z resztą Alaski. 27 marca 1964 roku, w wyniku trzęsienia ziemi na Alasce trzeci filar mostu uległ zniszczeniu, przez co dotychczas spoczywający na nim jeden z końców czwartego, najdalej na północ wysuniętego przęsła spadł do wody. W 1973 roku zamontowano między końcem przęsła trzeciego a pokładem czwartego tymczasową pochylnię umożliwiającą korzystanie z mostu, z kolei dwa lata później wstawiono dodatkową podporę pod przęsło trzecie. We wrześniu 1995 roku trzeci filar Million Dollar Bridge doznał kolejnych zniszczeń w wyniku powodzi.
31 marca 2000 roku Million Dollar Bridge został wpisany do rejestru National Register of Historic Places. W 2004 roku rozpoczęto warte około 17 milionów dolarów prace związane ze stabilizacją i naprawą mostu, których wykonawcą było przedsiębiorstwo Mowat Construction Co., a za projekt inżynieryjny odpowiadała firma TY Lin. W ich trakcie tkwiące częściowo w wodach Rzeki Miedzianej przęsło czwarte zostało podniesione oraz podparte tymczasowym wspornikiem, a jego uszkodzone elementy odcięto i zastąpiono nowymi odpowiednikami, wykonanymi według oryginalnych rysunków mostu. Zniszczony trzeci filar zburzono i wybudowano na jego miejscu nowy. Naprawiony most oddano do użytku w 2005 roku.
Użyteczność mostu pozostaje ograniczona, gdyż droga Copper River Highway nigdy nie została ukończona – kończy się ona kilkanaście kilometrów na północ od mostu, nie mając połączenia z resztą sieci drogowej. Od 2011 roku niemożliwe jest dostanie się na most także od południa, od strony Cordovy – zawalił się wówczas jeden z mostów przekraczających deltę Rzeki Miedzianej.

## Konstrukcja
Most składa się z czterech przęseł, zmontowanych ze stalowych kratownic typu Pennsylvania Truss (pol. „Kratownica pensylwańska”), za których stworzenie odpowiadało przedsiębiorstwo American Bridge Company. Trzy przęsła zbudowano z wykorzystaniem drewnianych konstrukcji wspornikowych, ustawionych na lodzie skuwającym zimą Rzekę Miedzianą, natomiast czwarte zostało wykonane jako samonośne, które dołączono do reszty obiektu na krótko przed nastaniem wiosennych roztopów. Każde z przęseł ma różną długość (najdłuższe z nich mierzy 137 m) i razem tworzą przeprawę o łącznej długości nieco ponad 480 m. Przeprawa jest szeroka na około 5,5 m, a jej dolną krawędź dzieli od lustra wody rzeki odległość od 6 do 12 m (w zależności od poziomu wody).
Obiekt spoczywa na trzech betonowych filarach. Przed każdym z filarów jest umieszczony betonowy „lodołamacz” ze stalową końcówką, mający za zadanie chronić je przed płynącymi rzeką dużymi górami lodowymi, które często odrywają się od lodowca Miles.